# Gudrun Jankis
Gudrun Jankis zou een Zweedse orkestleider zijn bekend van de uitvoering door het Gudrun Jankis Orchestra van de Finse Letkajenkka-dans. Op enkele compilatie-albums staat de naam aangegeven als "Gudrun Jenkins".
Met het nummer Let kiss uit 1965, gecomponeerd door Rauno Lehtinen, scoort het Gundrus Jankis Orkest een nummer-1 hit in Nederland en ook succes in andere Europese landen. Het scoorde goed in een periode dat meer instrumentale nummers hits werden. Na dit succes werd hetzelfde jaar een tweede single uitgebracht, Manneken Kiss, maar dit haalde de hitlijsten niet. In Jankis' thuisland Zweden en in het thuisland van de letkajenkka-dans Finland werd Let kiss geen hit. Na het eenmalige succes van deze uitvoering, verdween Jankis uit de spotlights.
Wie Gudrun Jankis precies is of was blijft echter een raadsel. Op platenlabels en volgens daaruit resulterende bronnen zou hij of zij een orkestleider uit Zweden zijn maar er zijn ook aanwijzingen dat de uitvoering elders zou zijn opgenomen. Over noch de persoon noch diens orkest zijn betrouwbare bronnen beschikbaar.

## NPO Radio 2 Top 2000
Van Gudrun Jankis stond alleen Letkis in 1999 in de NPO Radio 2 Top 2000, op plek 1975.